# Niedersächsische Spargelstraße

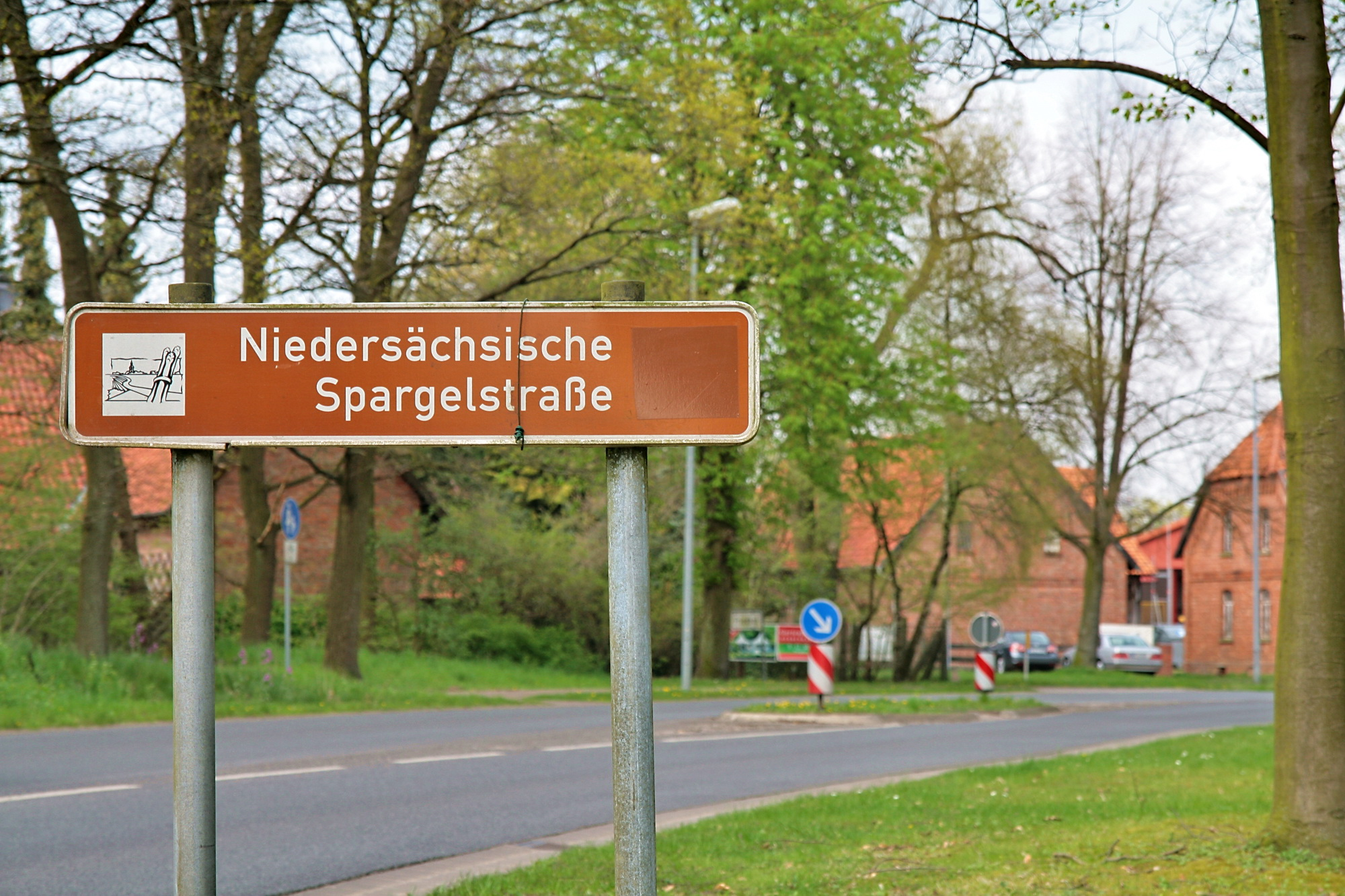
Schild der Niedersächsischen Spargelstraße vor dem Ort Ramlingen / Burgdorf

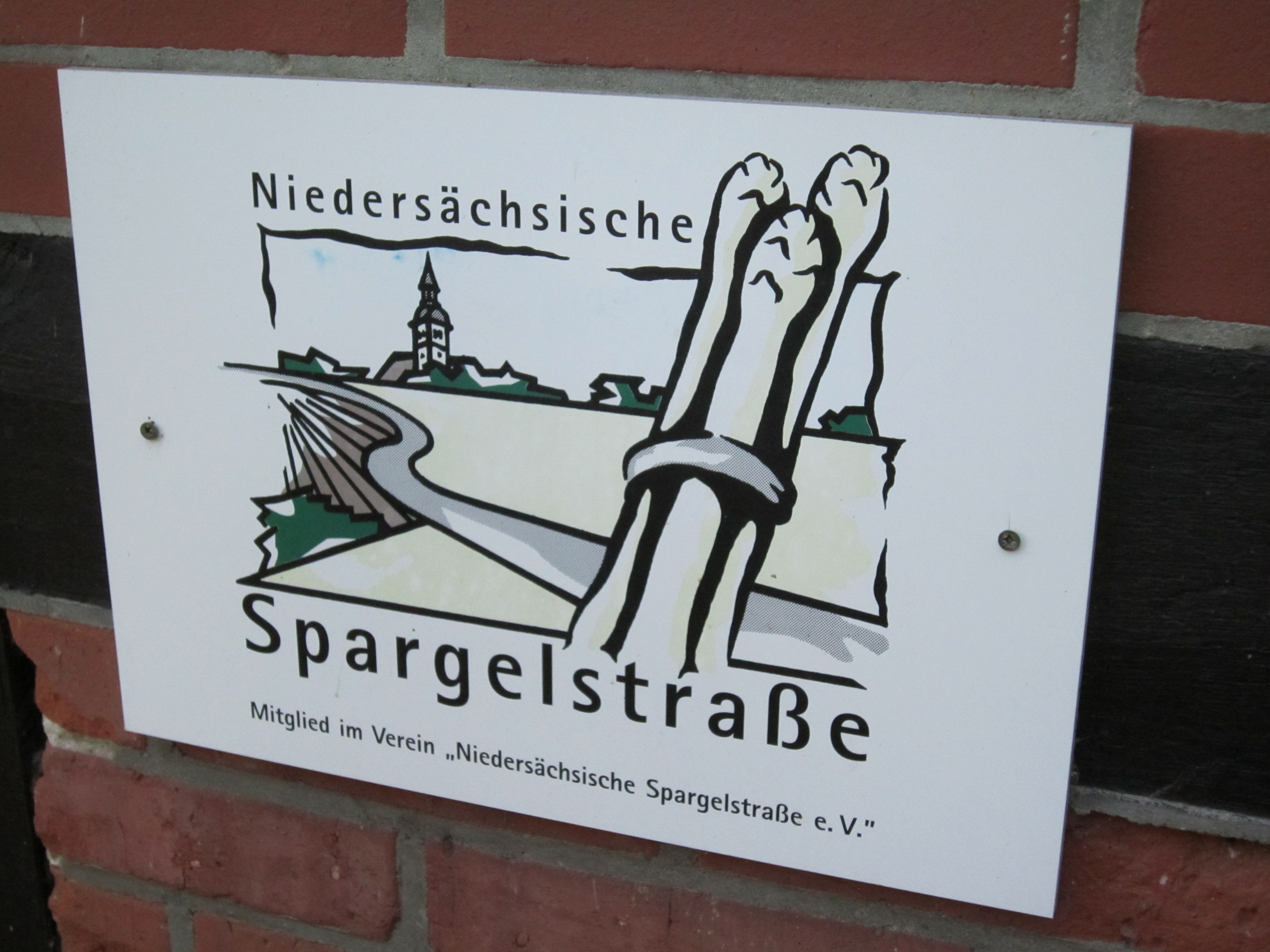
Schild des „Vereins Niedersächsische Spargelstraße“

Die Niedersächsische Spargelstraße erweist dem Edelgemüse Spargel Reverenz, der in Nordwestdeutschland im Gebiet zwischen Braunschweig und Lüneburg, zwischen Bremen, Cloppenburg und Vechta, von Nienburg/Weser über Hoya nach Soltau angebaut wird.
Die Spargelstraße verbindet die wichtigsten Spargelanbaugebiete und führt mit ihrer Länge von 750 km durch die Lüneburger Heide, Hannover und Umland, Braunschweiger Land, Mittelweser und das Oldenburger Münsterland.
Sie wurde initiiert vom Verein Niedersächsische Spargelstraße e.V. und stellt ein Pendant zur Deutschen Weinstraße, zur Niedersächsischen Mühlenstraße und zur Deutschen Märchenstraße dar.
Ein Teilabschnitt der Spargelstraße verläuft von Burgdorf über Nienburg/Weser, Bruchhausen-Vilsen und Bassum bis nach Sulingen. In Nienburg befindet sich seit 2005 das Niedersächsische Spargelmuseum.

## Weitere Spargelstraßen
In Baden-Württemberg (Badische Spargelstraße), in Schleswig-Holstein und in Nordrhein-Westfalen gibt es ebenfalls Spargelstraßen.